# The Last Lovecraft: Relic of Cthulhu
Pour plus de détails, voir Fiche technique et Distribution.
The Last Lovecraft: Relic of Cthulhu est un film américain mélangeant horreur et comédie réalisé par Henri Saine en 2009.

## Synopsis
Jeff, un raté avec un boulot minable, découvre qu'il est le dernier descendant de H. P. Lovecraft. Ce qu'il ne sait pas c'est que les monstres de l'écrivain existent vraiment et menacent l'humanité. Jeff, son meilleur ami Charlie et Paul, un spécialiste autoproclamé de H. P. Lovecraft, se retrouvent embarqués à protéger une relique extraterrestre et à empêcher la libération d'un mal ancien connu sous le nom de Cthulhu.

## Fiche Technique
- Titre original : The Last lovecraft: Relic of Cthulhu
- Réalisation : Henri Saine
- Scénario : Devin McGinn[1]
- Durée : 78 minutes
- Production : Outlaw Films

## Distribution
- Devin McGinn : Charlie Russel
- Kyle Davis : Jeff Phillips
- Barak Hardley : Paull Reemer
- Edmund Lupinski : Professor Lake
- Ethan Wilde : Star Spawn
- Gregg Lawrence : Captai Olaf
- Martin Starr : Clarence
- Richard Riehle : Mr Snodgrass

## Accueil

### Sortie
La première du film a lieu au Festival de Slamdance. Il est acquis par MPI Media. Il fait sa sortie internationale en août 2010 à la cinquième édition annuelle du festival de Toronto After Dark Film Festival, où il est choisi en ouverture du festival. Il est ensuite diffusé sur DVD et  VOD en octobre 2010.

### Accueil critique
Le journal The Star de Toronto le qualifie de « comédie loufoque qui rend un hommage affectueux à plusieurs maîtres de l'horreur, dont bien sûr HP Lovecraft ».

### Articles de presse
- (en) MrDisgusting, « Dark Sky Acquires ‘The Last Lovecraft: Relic Of Cthulhu’! », Bloody-disgusting.com,‎ 15 février 2010 (lire en ligne).
- (en) Jason Anderson, « Toronto After Dark: where yuk meets yuck », The Star,‎ 11 août 2010 (lire en ligne).
- (en) MrDisgusting (2), « ‘The Last Lovecraft: Relic Of Cthulhu’ Festival Poster », Bloody-disgusting.com,‎ 11 août 2010 (lire en ligne).
- (en) Jennie Punter, « What a scream - zombies get a discount », The Globe and Mail,‎ 13 août 2010 (lire en ligne).

### Sources sur le web
- (en) « The Last Lovecraft: Relic of Cthulhu (2009) », sur le site du New York Times.
- (en) « The Last Lovecraft : Relic of Cthulhu », sur upcominghorrormovies.com/.